# Pablo López (cantante)
Pablo José López Jiménez, conocido simplemente como Pablo López (Fuengirola, Málaga, 11 de marzo de 1984), es un cantante, compositor y músico español, cuyos géneros musicales son pop y pop melódico. Se dio a conocer a nivel nacional tras su paso por la sexta edición del programa de televisión Operación Triunfo, en el que quedó finalista en segunda posición. También es conocido por el éxito de su primer sencillo «Vi» y también la canción «La mejor noche de mi vida» del álbum Once historias y un piano, que llegó a ser Disco de Oro en España.
En 2015 volvió al panorama musical y televisivo español con el lanzamiento de su disco El mundo y los amantes inocentes.

## Biografía

### Inicios y formación
Nació en la ciudad española de Málaga el día 11 de marzo de 1984, fue criado en el municipio malagueño de Fuengirola.[cita requerida] Desde muy niño tuvo una gran pasión por la música en especial por el piano. Su madre fue quien a la edad de cinco años al no poder disponer de un piano, por diferentes motivos, le regaló su primera guitarra española, la cual desde ese momento tuvo claro que se quería dedicar al mundo musical. Con ocho años, junto a unos amigos ya participó en el concurso nacional Veo, veo. Durante esa época, también comenzó a tocar el piano en el Conservatorio de Música de El Ejido, llegando hasta sexto grado. Y al mismo tiempo, se formó en música rock, armonía, solfeo y música de cámara, donde estuvo un total de diez años estudiando. Durante esa etapa también tuvo en mente poder realizar la carrera de Periodismo, pero finalmente se decantó completamente por la música.
A sus 17 años comenzó a ganarse la vida tocando en los hoteles de Costa del Sol. Seguidamente se trasladó a Londres, donde trabajó como camarero en un pub. Al ser insuficiente para su estancia consiguió cubrir el resto de sus gastos tocando canciones en el Metro de Londres, presionado por sus amigos. En el año 2007 creó una banda llamada el Niño Raro.

### Niño Raro
En el año 2007 junto a los músicos y amigos Juanjo Martín y Antonio Carlos Miñán con la batería, formaron el grupo musical Niño Raro, cuyo estilo era pop pero con algunas mezclas de reggae, algunos elementos de flamenco, música latina, rock y en diversas ocasiones con un poco de rap a manos del gaditano Félix Sánchez y teniendo en el grupo con el bajo al músico cubano Yohany Suárez y con la guitarra tanto eléctrica, acústica como española a José Marín.
En 2009 lanzaron su primer álbum, Trentaytrés, cuyo primer sencillo era «No puedes escaparte», que fue grabado por el productor Antonio Escobar Núñez y Tony Romero; y seguidamente lanzaron otros temas como «Palabras llanas», «Oscura ciudad», «Instinto animal», «No me encuentro». Para este álbum, también contaron con la amplia colaboración de músicos como Daniel Anarte, Agustín Carrillo, Manuel Machado, Juan Heredia, Tony Cantero, Joaquín Migallón, Víctor Vallejo y también con cantantes como Cristie y Juan Antonio Parra Zurita (Zuri).
Al poco tiempo, y después de terminar su primera gira por diversas ciudades, Niño Raro finalmente se disolvió.

### Operación Triunfo2008
Tiempo más tarde, a la edad 24 años, saltó a la fama al haber logrado ser uno de los concursantes de la octava edición del programa de televisión Operación Triunfo 2008 emitido por la cadena Telecinco. Tras su paso por un total de 15 galas logró alcanzar la gran final, terminando en segunda posición por detrás de la ganadora. Afirmó que fue una gran experiencia y le sirvió para crecer artísticamente.
Allí, tras su paso por el programa televisivo junto a los diez concursantes finales, firmaron el álbum Agua, a medias con el productor Kike Santander y las compañías discográficas Vale Music y Sony BMG. En este álbum, Pablo López fue uno de los compositores de la principal canción «Agua», cantada por todo el conjunto, que se convirtió en la canción oficial del programa y de la Exposición Internacional de Zaragoza de ese año. Tras su lanzamiento, también estuvieron de gira firmando y dando conciertos por diversas ciudades españolas.

### Solista

#### 2008-2014: álbum debut
Al finalizar su andadura como concursante de Operación Triunfo y tras haber lanzado un álbum y haber hecho una gira con su grupo Niño Raro, que se disolvió en 2009, Pablo López explicó que comenzaría seriamente a componer y que quería hacer canciones como las que el escuchaba de pequeñito, de los artistas que han sido su influencia musical: una mezcla de cantautores como Silvio Rodríguez, Joan Manuel Serrat, Joaquín Sabina, mezclando con rock británico de los años 70, Supertramp, Queen, Pink Floyd y sobre todo, como afirmó, The Beatles.
En 2009 participó en Los mejores años de nuestra vida canción a canción, programa producido por Gestmusic, donde junto a otros exconcursantes de la historia de Operación Triunfo cantó canciones de diferentes épocas de la historia de España.
Entre 2011 y 2012 el cantante David Bustamante le invitó a cantar en diversos de sus conciertos. También grabó dúos junto a él y fue de algún modo uno de sus padrinos artísticos.
Ya en el año 2013, firmó su primer contrato discográfico con el sello Universal Music Group (UMG), con el que consiguió publicar su primer single en solitario titulado «Vi», que recibió numerosas críticas positivas tanto de profesionales de la música como del público, lo que ha llevado a Pablo a convertirse en uno de los artistas revelación del momento. Seguidamente sacó el siguiente sencillo, «Dónde» y obtuvo la expectación suficiente para la creación de su primer álbum como solista, titulado Once historias y un piano, producido entre otros por Kim Fanlo (Nena Daconte), siendo grabado en Barcelona y masterizado en Londres. En la misma semana de lanzamiento del álbum, ya se colocó en el puesto número cuatro en la lista oficial de los Álbumes más vendidos en España y las cifras de ventas obtuvieron un gran resultado que consiguió ser Disco de oro en el país y se reeditó en 2014 con contenido extra y algunos temas inéditos. También logró recibir numerosos galardones otorgados por diversos medios de comunicación, ganó uno de los Premios Dial 2013 y en el mismo año también ganó el Premio al Artista Revelación en los Premios 40 Principales 2013 y fue nominado en la categoría Premio Grammy latino al mejor artista nuevo en la entrega anual de 2014, que se celebró en Las Vegas. Inició una gira de presentación junto a su equipo de músicos conformado por Kim Fanlo, Vicen Martínez y Félix Fanlo; visitando muchas de las ciudades españolas, actuando en algunos festivales musicales de gran referencia y llegó a países como Chile y estuvo en Argentina, donde además de hacer su presentación fue artista invitado de David Bisbal en un concierto en el Estadio Luna Park de Buenos Aires. Durante esta época también además de presentar su primer álbum, ha sido compositor y colaborador en discos de artistas como Jamie Cullum, Alejandro Sanz, Juanes, David Bisbal, Manuel Carrasco, Tiziano Ferro, Malú, Dani Martín, David Bustamante y Antonio Orozco. Y a su vez en su tierra natal fue elegido para que escribiera y cantara el himno del Club Baloncesto Málaga (Unicaja Málaga), que ha sido titulado «Tu bandera» y cuyo videoclip fue grabado en el auditorio Sala María Cristina de la misma ciudad.

#### 2015 El mundo y los amantes inocentes y primeras apariciones en la voz
En septiembre de 2015, Pablo López publicó su segundo álbum, El mundo y los amantes inocentes. En este álbum destacan temas como «El mundo», que apareció como BSO en la serie El Príncipe, y «Tu enemigo», canción cantada junto a Juanes. Estas canciones han tenido gran éxito en el panorama musical español. En noviembre del mismo año, Pablo López recibió el Disco de Platino por su segundo álbum.
En ese año Pablo López empieza a hacer algunas colaboraciones para la cadena, Telecinco como asesor de David Bisbal en el concurso de talentos infantil La voz Kids y de Antonio Orozco en la tercera edición de adultos de La voz.
También fue, junto a los cantantes Xuso Jones, Álvaro Soler, Raúl Gómez y Pablo Alborán, favorito entre los candidatos más destacados en las votaciones de la selección interna nacional para representar a España en el Festival de la Canción de Eurovisión 2016, que se celebró en el estadio Globen Arena de la ciudad de Estocolmo (Suecia), pero manifestó que no iría a Eurovisión porque le parecía una responsabilidad muy arriesgada, aunque estaría dispuesto a participar en calidad de compositor de la canción representante. Finalmente, se anunciaron a finales de 2015 los participantes en la preselección de TVE para elegir al representante del próximo festival de Eurovisión y Pablo López no aparecía ni como cantante ni como compositor de algún tema.

#### 2016
El 26 de agosto de 2016, se confirmó la participación del cantante en la cuarta edición de La Voz (Telecinco) esta vez como asesor de Malú en la edición de adultos.
El día 4 de noviembre de 2016, fue publicado el tema «Hijos del verbo amar» que pertenece a su disco El mundo y los amantes inocentes (edición especial).

#### 2017
El 3 de abril de 2017, se confirma al cantante, como nuevo entrenador de la quinta edición de La Voz.
El 15 de diciembre de 2017 presentó su álbum Camino, fuego y libertad. Once nuevos temas, compuestos, grabados y producidos entre el Reino Unido en The Abbey Road Studios, Estados Unidos East West Studios (L.A.), Madrid (MG Studios) y Barcelona (Wiked Sound). El tour de presentación del disco, Gira Santa Libertad, comenzó a principios de 2018 y continuará hasta finales de 2019.

#### 2018
En marzo de 2018 se emite la entrevista que concedió a Bertín Osborne para su programa, Mi casa es la tuya de Telecinco. Anteriormente había participado en varias entrevistas del mismo programa.
En 2018 conquistó al público Starlite Festival y al resto de ciudades colgando el cartel de "Sold Out" en todos sus conciertos.
En ese mismo año colabora con la cantante Miriam Rodríguez (tercera finalista de OT 2017) en el que es el sencillo del álbum «Cicatrices» de la artista. La canción recibe el título de «¡No!».

#### 2019
En 2019, se emite el formato de La voz en Antena 3 presentado por Eva González, donde el cantante nuevamente vuelve a ser entrenador junto a Antonio Orozco, Luis Fonsi y Paulina Rubio. Además, participó en los Premios Grammy Latinos, cantando en un homenaje a Juanes la canción «Fotografía» junto a Cami, con quien ya había cantado en varias otras ocasiones, y Morat.

#### 2020
«UNIKORNIO – Once millones de versos después de ti» ve la luz el 18 de diciembre de 2020, con una nueva gira López, piano y voz.

#### 2021
Este año presenta Mayday & Stay Tour. El espectáculo más visual que ha presentado con diferencia, en el que comienza sus conciertos dentro de una jaula de luces, que se abre poco a poco.

#### 2023
En este año, el cantante malagueño publica singles como Quassi, Salta (versión del mítico tema del grupo Tekila), y mira como bailan. Volvió a participar en la voz 2023, junto a Malú, Antonio Orozco, y Luis Fonsi, teniendo de asesora a la cantante también andaluza Lola Índigo.

## Discografía

### Álbumes de estudio
| Título                                           | Detalles                                                                                              | Listas | Certificación            |
| Título                                           | Detalles                                                                                              | ESP    | Certificación            |
| ------------------------------------------------ | --- | ------ | ------------------------ |
| Once Historias Y Un Piano                        | - Lanzamiento: 17 de septiembre de 2013 - Discográfica: Universal Music - Formato: CD, Digital        | 2      | - PROMUSICAE: Oro        |
| El Mundo Y Los Amantes Inocentes                 | - Lanzamiento: 31 de agosto de 2015 - Discográfica: Universal Music - Formato: CD, Digital            | 2      | - PROMUSICAE: Platino    |
| Camino, Fuego Y Libertad                         | - Lanzamiento: 15 de diciembre de 2017 - Discográfica: Universal Music - Formato: CD, Digital         | 2      | - PROMUSICAE: 2x Platino |
| Unikornio, Once Millones De Versos Después De Ti | - Lanzamiento: 18 de diciembre de 2020 - Discográfica: Universal Music - Formato: CD, Digital, Vinilo | 4      | - PROMUSICAE: Oro        |

Doble disco de platino en Camino, fuego y libertad

### Ediciones especiales
| Álbum                                                 | Detalles                                                                                      |
| ----------------------------------------------------- | --------------------------------------------------------------------------------------------- |
| Once historias y un piano (edición especial)          | - Fecha lanzamiento: 2014 - Discográfica: Universal Music - Formato: CD, Digital              |
| El mundo y los amantes inocentes (edición especial)   | - Fecha lanzamiento: 2016 - Discográfica: Universal Music - Formato: CD, Digital              |
| Camino Fuego y Libertad (Edición Tour Santa Libertad) | - Fecha lanzamiento: 2019 - Discográfica: Universal Music - Formato: Vinilo, CD, DVD, Digital |

### Álbumes en directo
- 2021: Un piano y una voz en 360º desde La Maestranza de Sevilla.[33]

## Singles
| Año  | Canción                                   | Listas | Certificaciones          | Álbum                                            |
| Año  | Canción                                   | ESP    | Certificaciones          | Álbum                                            |
| ---- | ----------------------------------------- | ------ | ------------------------ | ------------------------------------------------ |
| 2013 | Vi                                        | 23     | - PROMUSICAE: Oro        | Once Historias Y Un Piano                        |
| 2013 | Dónde                                     | —      |                          | Once Historias Y Un Piano                        |
| 2013 | La Mejor Noche De Mi Vida                 | —      |                          | Once Historias Y Un Piano                        |
| 2014 | Suplicando                                | —      |                          | Once Historias Y Un Piano                        |
| 2014 | Te Espero Aquí (con Georgina)             | —      |                          | Once Historias Y Un Piano                        |
| 2014 | El Mejor Momento                          | 1      |                          | Sencillo sin álbum                               |
| 2014 | El Mundo                                  | 17     | - PROMUSICAE: Platino    | El Mundo Y Los Amantes Inocentes                 |
| 2015 | Tu Enemigo (con Juanes)                   | 6      | - PROMUSICAE: 3x Platino | El Mundo Y Los Amantes Inocentes                 |
| 2016 | Lo Saben Mis Zapatos                      | —      | - PROMUSICAE: Platino    | El Mundo Y Los Amantes Inocentes                 |
| 2016 | Hijos Del Verbo Amar                      | 61     | - PROMUSICAE: Oro        | El Mundo Y Los Amantes Inocentes                 |
| 2017 | Dos Palabras (con Paula Fernandes)        | —      |                          | El Mundo Y Los Amantes Inocentes                 |
| 2017 | El Patio                                  | 14     | - PROMUSICAE: 2x Platino | Camino, Fuego Y Libertad                         |
| 2017 | El Camino                                 | —      |                          | Camino, Fuego Y Libertad                         |
| 2019 | Mama No                                   | 95     |                          | Unikornio, Once Millones De Versos Después De Ti |
| 2020 | Mariposa                                  | 70     |                          | Unikornio, Once Millones De Versos Después De Ti |
| 2020 | KLPSO                                     | —      |                          | Unikornio, Once Millones De Versos Después De Ti |
| 2020 | La Niña De La Linterna                    | —      |                          | Unikornio, Once Millones De Versos Después De Ti |
| 2022 | Quasi                                     | 9      | - PROMUSICAE: Oro        | TBA                                              |
| 2023 | El Abrazo Más Grande De Todos Los Tiempos | —      |                          | TBA                                              |
| 2023 | Abril Sin Anestesia                       | —      |                          | TBA                                              |
| 2023 | Mira Cómo Bailan                          | —      |                          | TBA                                              |
| 2024 | La Función                                | —      |                          | TBA                                              |

## Premios y nominaciones

### Los 40 Music Awards
| Año  | Categoría                  | Trabajo musical           | Resultado | Ref    |
| ---- | -------------------------- | ------------------------- | --------- | ------ |
| 2013 | Artista revelación del año |                           | Ganador   |        |
| 2016 | Canción del año            | "Tu enemigo" (con Juanes) | Ganador   | [ 34 ] |
| 2018 | Mejor canción nacional     | "El Patio"                | Ganador   | [ 35 ] |

### Cadena Dial
| Año  | Categoría          | Resultado |
| ---- | ------------------ | --------- |
| 2015 | Premio Cadena Dial | Ganador   |

### Grammys Latinos
| Año  | Categoría                           | Trabajo musical                    | Resultado |
| ---- | ----------------------------------- | ---------------------------------- | --------- |
| 2016 | Mejor Álbum Vocal Pop Contemporáneo | "El Mundo y Los Amantes Inocentes" | Nominado  |

## Televisión

### Programas
| Año        | Edición            | Rol         | Cadena    | Posición      |
| ---------- | ------------------ | ----------- | --------- | ------------- |
| 2008       | Operación Triunfo  | Concursante |           | Segundo       |
| 2015; 2018 | La Voz Kids        | Asesor      | Telecinco |               |
| 2015-2016  | La Voz             | Asesor      | Telecinco |               |
| 2017       | La Voz 5           | Coach       | Telecinco | Segundo       |
| 2018       | Mi casa es la tuya | Invitado    | Telecinco |               |
| 2019       | La Voz 6           | Coach       | Antena 3  | Ganador       |
| 2019       | La Voz Senior 1    | Coach       | Antena 3  | Ganador       |
| 2020       | La Voz 7           | Coach       | Antena 3  | Sin Finalista |
| 2022       | La Voz Kids 7      | Coach       | Antena 3  | Ganador       |
| 2022       | La Voz 9           | Coach       | Antena 3  | Sin Finalista |
| 2023       | Las tres puertas   | Invitado    | La 1      |               |